# Jacqui Drollet
Jacqui Drollet (sinh ngày 22 tháng 11 năm 1944) là chủ tịch của Hội Polynésie thuộc Pháp từ ngày 14 tháng 4 năm 2011 đến ngày 16 tháng 5 năm 2013.